# 永野修身
永野修身（日语：／ Nagano Osami、1880年6月15日—1947年1月5日），大日本帝国海軍元帅、海军大将。海軍兵學校28期畢業、海軍大學校甲種8期。歷任第24任聯合艦隊司令官、第38任海軍大臣、第16任海軍軍令部總長。永野為海軍中歷任此「海軍三顯職」的唯一軍人。創設千葉工業大學的提案人之一。戰後被列為遠東二戰甲级战犯，然而在巢鴨監獄中罹患急性肺炎，送到美國陸軍醫院仍不治死亡。

## 生平
1880年生于高知县，士族永野春吉之四子。毕业于江田岛海军兵学校和海军大学校。曾参加过日俄战争，1923年晋少将，1927年晋中将，1934年晋大将。
1936年3月，任广田弘毅内阁海军大臣。1937年2月任联合舰队司令长官。1941年4月9日，任海军军令部总长。他是日本海军内唯一一个先后担任过海军大臣、联合舰队司令官、海军军令部部长三大要职的高级将领。1943年昇為元帥。
1944年因东条英机排挤而被迫辞去公职后，担任天皇最高海军顾问。
1946年5月3日，日本战败后，被远东国际军事法庭定为甲级战犯，起诉九项战争罪行。1947年1月5日，在审判期间因急性肺炎死于东京都的聖路加國際醫院（聖路加国際病院）。1978年10月被靖国神社合祀。

## 扩张主义

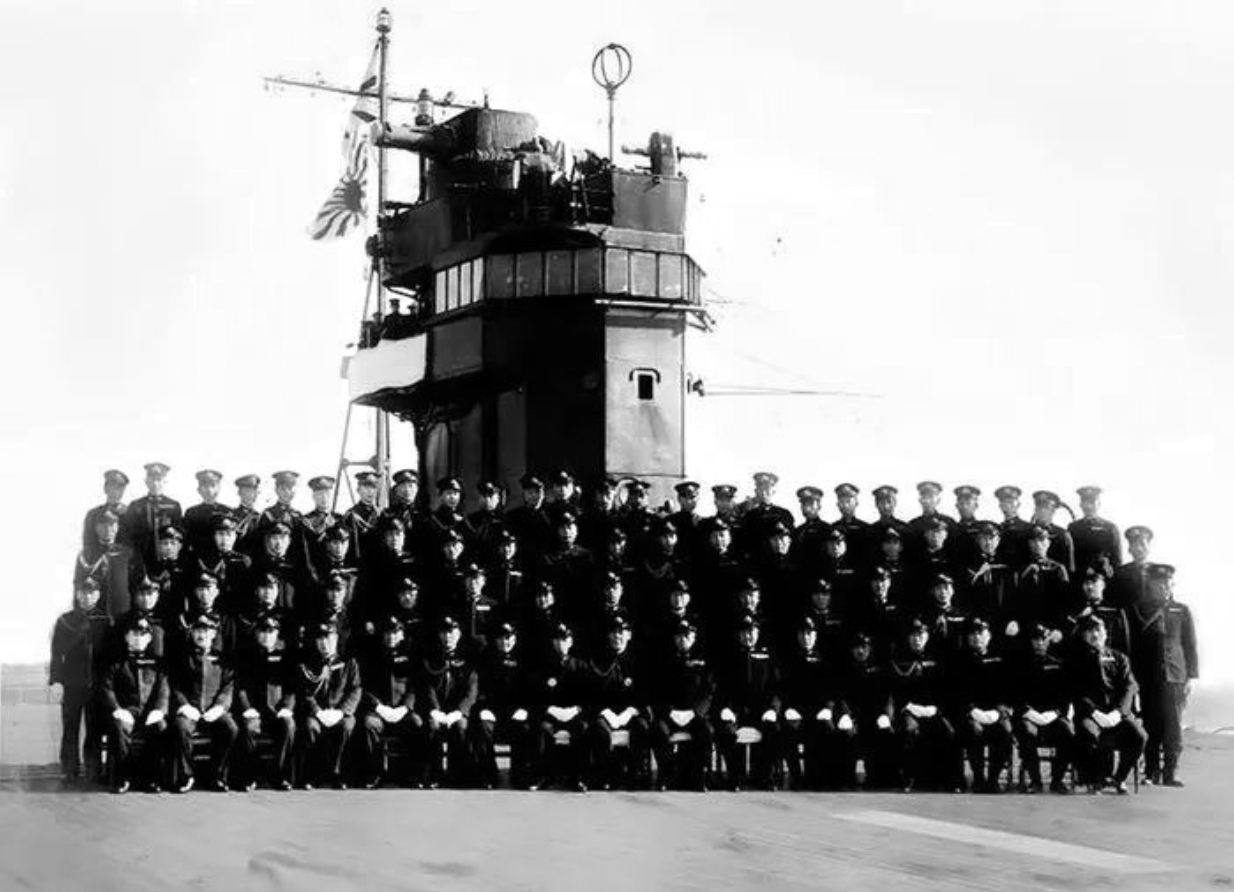
珍珠港事變後海軍主要人物(永野修身海軍軍令部總長、山本五十六聯合艦隊司令官、南雲忠一機動部隊司令)於停泊在吳港的赤城號航母甲板合影。攝於1941年12月24日。

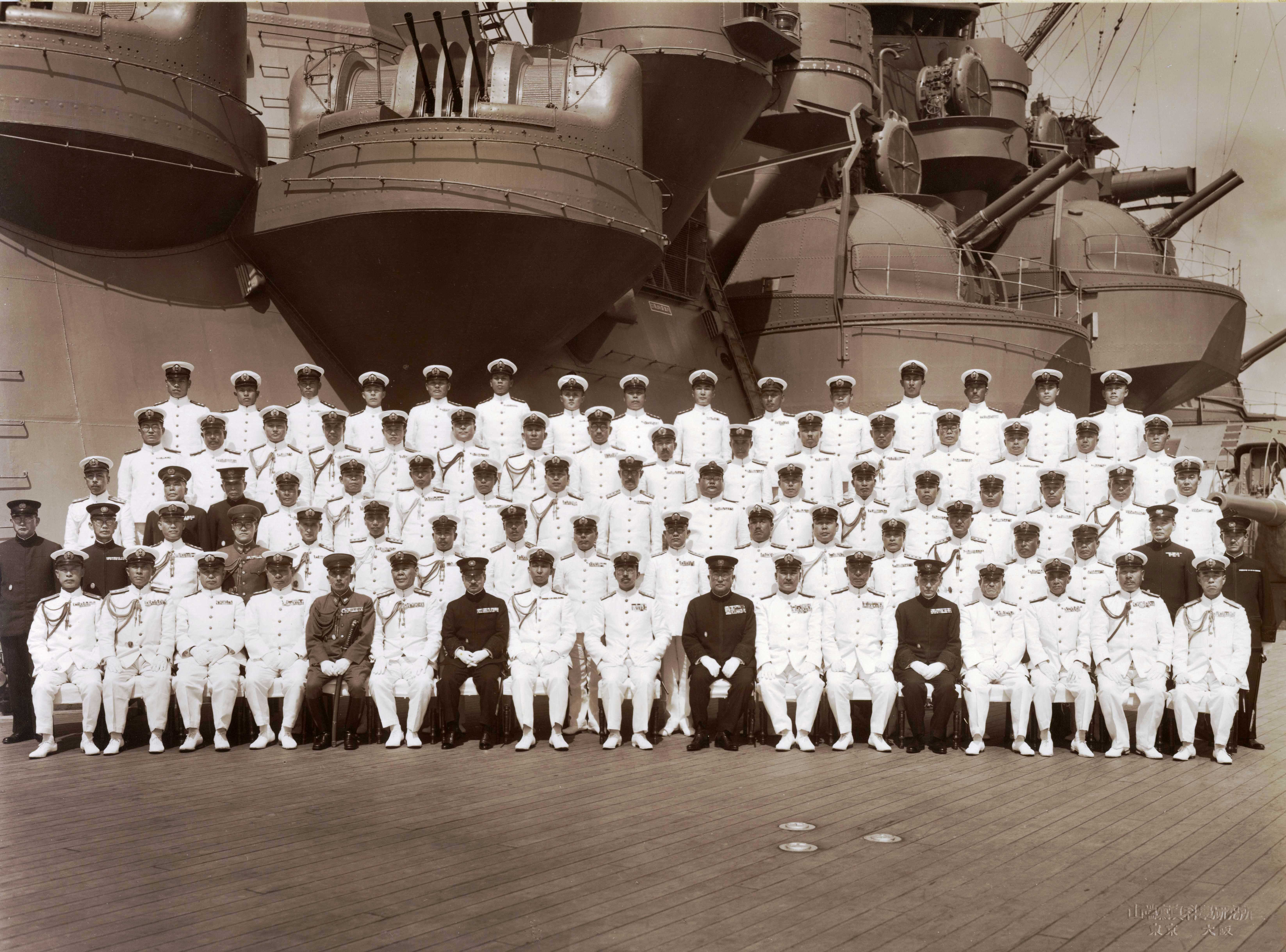
昭和天皇視察武藏號戰艦時與永野修身軍令部總長（前排左6）、古賀峰一聯合艦隊司令官(前排右6）合影。攝於1943年6月24日。

永野修身积极主张扩充日本海军实力，对外奉行侵略扩张主义。1930年到1935年间，曾两度率团出席伦敦海军军备会议。因无法突破西方国家对日本海军发展的限制，于1936年1月15日代表日本发表了退出军备会议的声明，率代表团回国。
九一八事变后，为进一步扩大对中国的侵略，1932年，时任海军军令部次长的永野修身受关东军高级参谋板垣征四郎之请求，命令日本第一遣外舰队海军陆战队在上海策动了一·二八事变。
出任海军军令部总长后，积极支持东条英机的“南进”扩张战略思路。1941年7月开始授意山本五十六制定海军“南进”计划，并指挥海军做好进攻东南亚的准备。但另一方面，永野并不支持立即对美国开战，他认为攻击英国和荷兰在太平洋地区的殖民地不会导致美国对日宣战。但由于联合舰队司令长官山本五十六以辞职相威胁，不得不同意了偷袭珍珠港的方案。
1941年12月，亲自签署了攻击美国珍珠港的作战命令。

## 其他
永野修身是日本历史上唯一一个曾经历任海军大臣、联合舰队司令长官和海军军令部总长三大要职的人。